# Нагорный (микрорайон, Нижний Новгород)

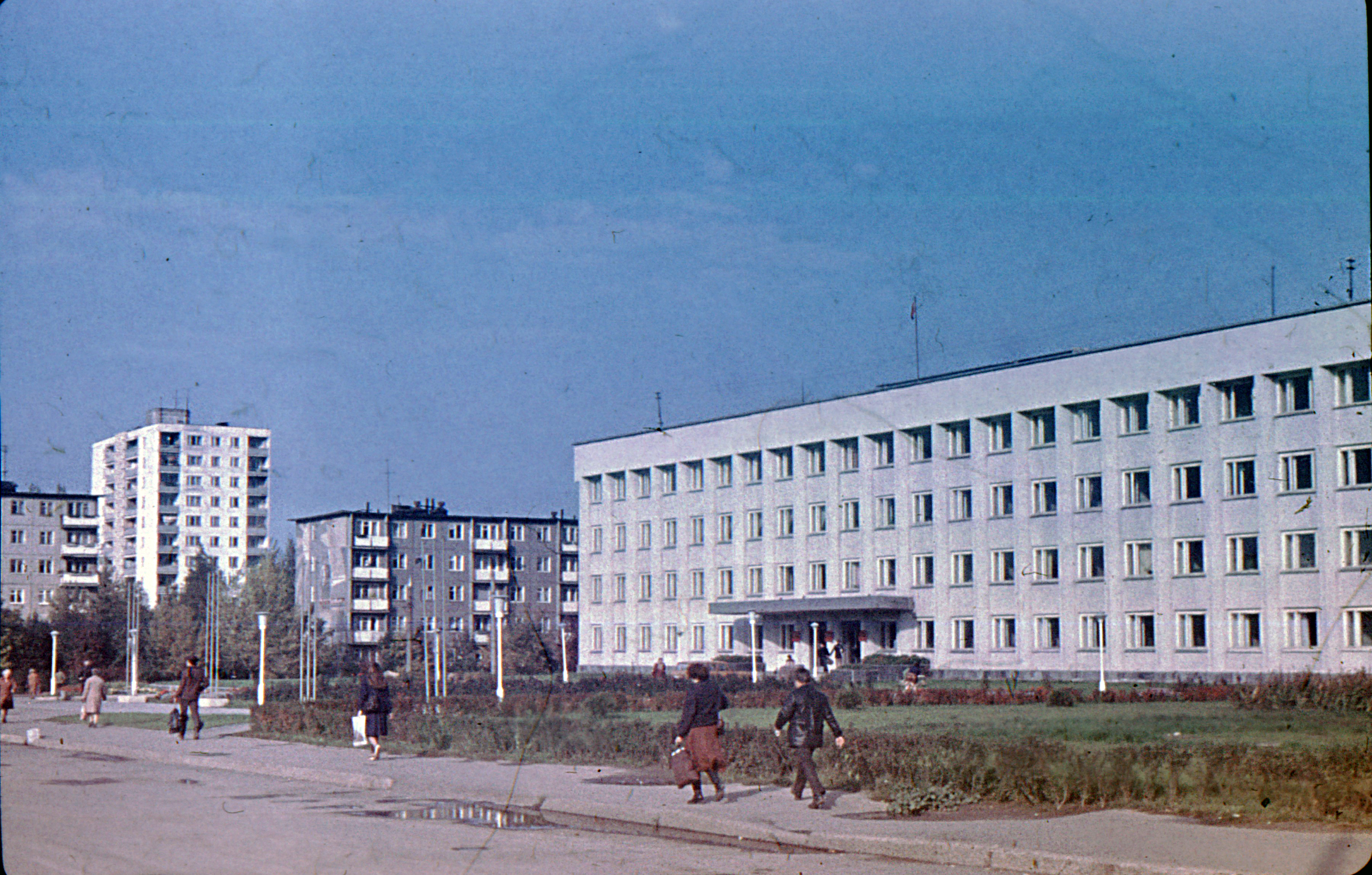
Советская площадь. Фото конца 1980-х годов

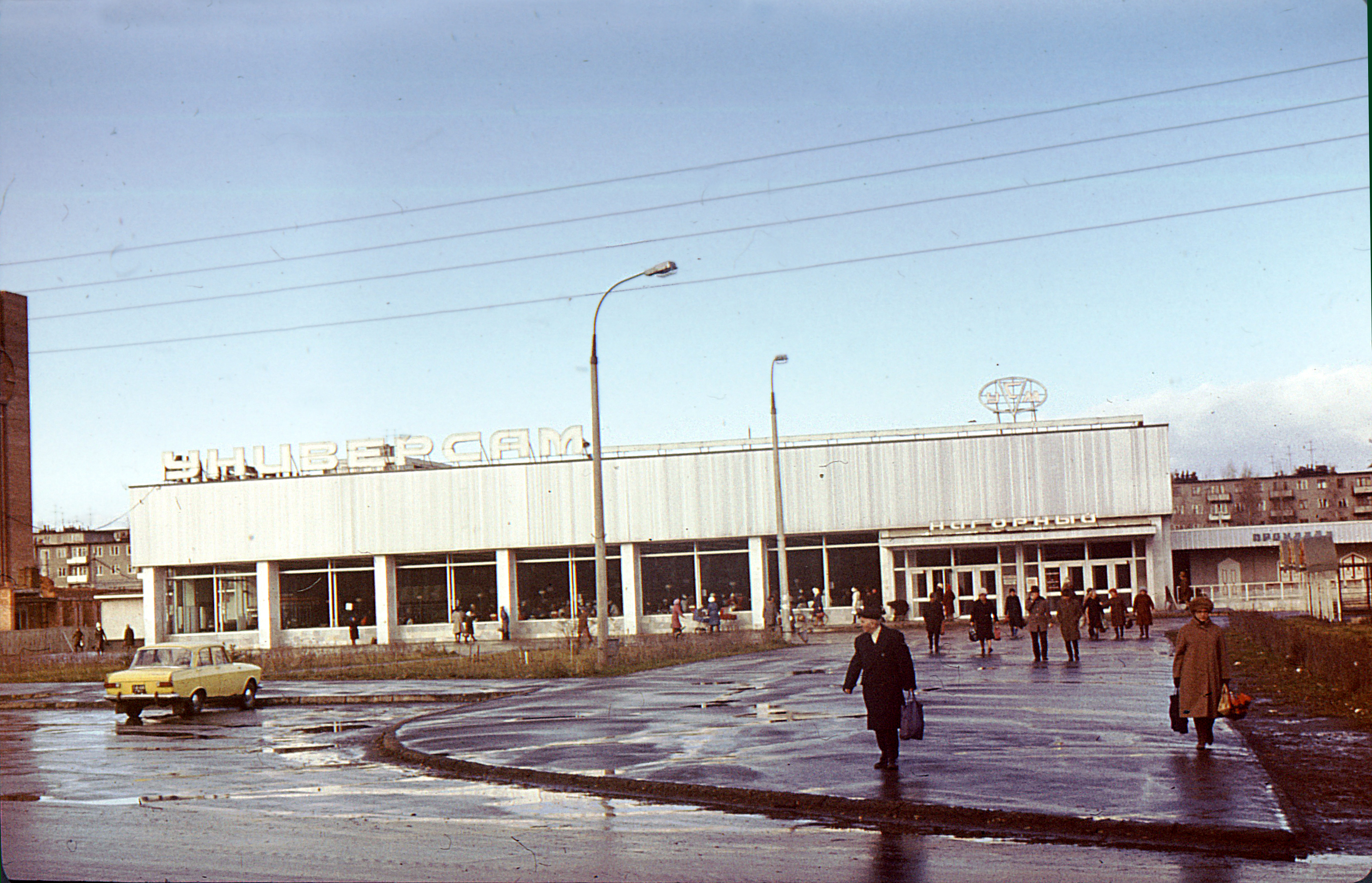
Нагорный универсам до реконструкции. Фото конца 1980-х годов

Наго́рный (также — Нагорный микрорайон) — общее название территории в Советском районе Нижнего Новгорода, в границах улиц Ванеева, Надежды Сусловой, Ивлиева и Козицкого.
Граничит с микрорайонами Кузнечиха (с юга), Верхние Печёры (с востока), Лапшиха (с севера и запада).  
 Основная магистраль микрорайона — улица Ванеева.

## История
Строительство микрорайонов началось в 1964 году на свободных пахотных землях, принадлежавших совхозу «Горьковский».

## Составные части
Нагорный микрорайон исторически делится на 4 отдельных микрорайона. I и IV микрорайоны застроены в основном панельными домами, II и III — кирпичными; бо́льшая часть домов — «хрущёвки».

### I Нагорный микрорайон
Расположен в границах улиц Надежды Сусловой, Ванеева, Адмирала Васюнина и Бориса Корнилова.

### II Нагорный микрорайон
Находится между улицами Ванеева, Козицкого, Вячеслава Шишкова и Богородского.

### III Нагорный микрорайон
Ограничен улицами Богородского, Вячеслава Шишкова, Козицкого и Ивлиева. На территории микрорайона находится территория новой жилищной застройки — 17-этажный жилой комплекс «Нагорный», построенный в конце 2000-х годов.

### IV Нагорный микрорайон
Находится в границах улиц Бориса Корнилова, Адмирала Васюнина, Ивлиева и Надежды Сусловой.

### IVа Нагорный микрорайон
Многоэтажная застройка на северной стороне улицы Надежды Сусловой.

## Транспорт
Нагорный микрорайон обеспечен большинством видов общественного транспорта: автобусом, троллейбусом, трамваем, маршрутными такси. На окраине микрорайона расположены троллейбусное депо № 1 и трамвайное депо № 1.
В соответствии с генеральным планом Нижнего Новгорода, в будущем планируется проведение в микрорайон линии скоростного трамвая или метро.